# Brezóvölgy
Brezóvölgy (szlovákul Brestovec) község Szlovákiában, a Trencséni kerületben, a Miavai járásban.

## Fekvése
Miavától 3 km-re északkeletre található.

## Története
A trianoni békeszerződésig területe Nyitra vármegye Miavai járásához tartozott. 1955-ben lett önálló község.
A hegyvidéki területen fekvő irtvány település 1955-ben vált önállóvá, addig Miava határához tartozott. Rajta keresztül vezet át a Csehországba menő vasútvonal. Itt található Szlovákia leghosszabb vasúti alagútja, melynek hossza 2987 m és M. R. Štefánik nevét viseli. A község területe kiterjedt dombokon és völgyeken fekszik, melyeket több mint 30 km hosszú kommunikációs vonalak kötnek össze. A falu központja a pálinkafőzdénél található. 1955-ben új művelődési ház épült és ebben működik a polgármesteri hivatal.

## Népessége
| Év:            | 1994. | 2004.   | 2014.   | 2024.   |
| -------------- | ----- | ------- | ------- | ------- |
| Emberek száma: | 1031  | 970     | 945     | 962     |
| Eltérés:       |       | -5,91 % | -2,57 % | +1,79 % |

| Év:            | 2023. | 2024.   |
| -------------- | ----- | ------- |
| Emberek száma: | 974   | 962     |
| Eltérés:       |       | -1,23 % |

2001-ben 982 lakosából 970 szlovák volt.
2011-ben 943 lakosából 908 szlovák.

## Nevezetességei
- Malom a 18. század végéről.
- Régi lakóházak és gazdasági épületek a 19. századból.
- Emléktábla az alagút bejáratánál az elesettek tiszteletére.
- A második világháborúban elesett román katonák emlékműve.